# أناسيترابيب
أناسيترابيب Anacetrapib هو خافض شحوم من زمرة مثبطات CETP, التي تم تطويرها لعلاج ارتفاع شحوم الدم، وأمراض القلب والشرايين. يعمل على خفض البروتين شحمي, وزيادة البروتين دهني مرتفع الكثافة بشكل ملحوظ بما يعادل 44%-133%حسب الجرعات التي تتراوح من 10ملغ-300ملغ. وهو مستحضر منتج من قبل شركة ميرك.

## الآثار الجانبية
ليس له آثار جانبية خطيرة، ولا يسبب أي أضرار على الجملة القلبية الوعائية.